# Malcandre
Malcandre (grec antic: Μάλκανδρος) va ser un rei mític de la ciutat de Biblos i marit de la reina Astarte, segons Plutarc.
Quan Osiris cercava el cos de la deessa Isis, ella va esdevenir voluntàriament dida de la reina de Biblos, Astarté, també anomenada Saosis o Nemanús. És possible que aquesta reina sigui la mateixa reina de Biblos que va nodrir Èpaf, el fill d'Io, quan eren encalçats pels curets.